# جوزفين باول
جوزفين باول (بالإنجليزية: Josephine Powell)‏ هي مصورة أمريكية، ولدت في 15 مايو 1919، وتوفيت في 19 يناير 2007.